# 卢基里乌斯
卢基里乌斯（英語：Gaius Lucilius，？年—前103年）。古罗马讽刺作家之一，为古罗马公民。常年生活于罗马城。他的出生众说纷纭，曾与古罗马著名作家伊利乌斯等人相交往。他的作品取材广泛，对古罗马社会各方面均有辛辣的讽刺，具有极大的热忱与勇气。其作品亦流传至今。